# Stenoma nymphotima
Stenoma nymphotima es una especie de polilla del género Stenoma, orden Lepidoptera.
Fue descrita científicamente por Meyrick en 1931.

## Distribución
Stenoma nymphotima habita en el continente de América.